# Ålands miljö- och hälsoskyddsmyndighet
Ålands miljö- och hälsoskyddsmyndighet (ÅMHM) är en myndighet på Åland som ger tillstånd, utövar tillsyn och fullgör andra uppgifter enligt landskapslag. Myndigheten ansvarar även för veterinärvård och lyder under Ålands landskapsregering.

## Uppdrag och ansvarsområden
ÅMHM ansvarar för tillsyn, tillståndsprövning och rådgivning inom miljö- och hälsoskydd. Verksamheten omfattar bland annat:
- Alkohol – tillstånd, tillsyn och statistik
- Avfall – exempelvis anläggningar, deponier, marksanering och transporter
- Buller – från nöjesparker, skjutbanor och motorsportbanor
- Byggnader – tillsyn av offentliga lokaler och inomhusmiljö
- Djur – djurskydd, djurhållning och anmälningar
- Energi – kraftverk, pannor, oljedepåer, skogsindustri och vindkraft
- Kemikalier – industrier, bränslestationer, tvätterier m.m.
- Livsmedel – hygien, egenkontroll och utredning av matförgiftningar
- Mark och berg – täkter, asfaltverk, stenkrossar och begravningsplatser
- Produktsäkerhet – enligt gällande lagstiftning
- Tobak – tillsyn enligt tobakslagstiftningen
- Transporter – tillsyn av flygplatser, hamnar, buss- och lastbilsdepåer
- Vatten – vattenreglering, fiskodlingar, reningsverk, dricksvatten och badvatten

## Organisation och enheter
Myndigheten ansvarar också för två specialiserade enheter:
- Veterinärvården – omfattar både förebyggande djurhälsovård, praktisk djursjukvård och tillsyn.
- ÅMHM Laboratoriet – utför mikrobiologiska analyser samt analyser av vatten, foder, jord och gödsel. Verksamheten tog över funktioner från Miljölaboratoriet vid landskapsregeringen, Ålands försöksstation och ÅHS livsmedelslaboratorium.

## Historik
ÅMHM bildades den 1 januari 2008 genom att flera verksamheter slogs samman. Myndigheten tog över uppgifter från:
- Miljöprövningsnämnden
- Miljöinspektionen vid landskapets miljöbyrå
- Miljöhälsovården vid Ålands hälso- och sjukvård
- Djurskyddsärenden från miljömedicinska byrån
- Alkoholärenden från socialvårdsbyrån